# Alexandra Timosjenko
Alexandra Alexandrovna Timosjenko (ook wel Aleksandra of Oleksandra Timosjenko, Oekraïens: Олександра Олександрівна Тимошенко) (Boguslav (Oblast Kiev), 18 februari 1972) is een voormalig Oekraïens ritmisch gymnaste, die uitkwam voor de Sovjet-Unie. Ze won een gouden medaille op de Olympische Zomerspelen van 1992 in Barcelona en een bronzen medaille op de Olympische Zomerspelen van 1988 in Seoul.

## Carrière
Alexandra Timosjenko werd geboren in Boguslav, een kleine stad in regio Kiev. Toen ze zeven jaar oud was, verhuisde het gezin naar Kiev voor haar vaders werk als bouwkundig ingenieur. Timosjenko kreeg Artritis en ging op doktersadvies aan gymnastiek doen. Op 11-jarige leeftijd ging ze bij de Deriugina-school trainen en op 14-jarige leeftijd werd ze jeugdkampioen van de Sovjet-Unie. 
Op de Europese jeugdkampioenschappen van 1987 behaalde ze de zevende plaats en het jaar erop won ze vier gouden medailles op de Europese kampioenschappen in Helsinki. Enkele maanden later won ze de bronzen medaille op de Olympische Spelen in Seoul. 
Bij de Wereldkampioenschappen in Sarajevo won Timosjenko vijf van de zes gouden medailles. In 1990 behaalde ze opnieuw de Europese titel, maar in 1991 moest ze bij de Wereldkampioenschappen in Athene genoegen nemen met de tweede plaats. Haar teamgenoot Oksana Skaldina won het goud.
Tijdens de Olympische Spelen van 1992 in Barcelona vormden de sporters van de voormalige Sovjet-landen een gezamenlijk team. Timosjenko werd olympisch kampioen. Na de Olympische Spelen besloot ze haar sportcarrière op 20-jarige leeftijd te beëindigen. Ze woont nu in Oostenrijk.
1984: Lori Fung ·
1988: Marina Lobatsj ·
1992: Alexandra Timosjenko ·
1996: Jekaterina Serebrjanskaja ·
2000: Joelia Barsoekova ·
2004: Alina Kabajeva ·
2008: Jevgenia Kanajeva ·
2012: Jevgenia Kanajeva ·
2016: Margarita Mamoen ·
2020: Linoy Ashram ·
2024: Darja Varfolomeev